# Горенє Доле (Шкоцян)
Горенє Доле (словен. Gorenje Dole) — поселення в общині Шкоцян, регіон Південно-Східна Словенія, Словенія.